# Symbol

Symbol des Sternbilds Löwe

Als Symbol (altgriechisch σύμβολον sýmbolon ‚Erkennungszeichen‘) werden allgemein bedeutungstragende Darstellungen wie Zeichen, Wörter, Gegenstände oder Vorgänge bezeichnet, die mit einer bestimmten Vorstellung verbunden sind (von etwas, das nicht gegenwärtig zu sein braucht). Welche Art von Vorstellungen mit dem Wort „Symbol“ gemeint ist, kann je nach Anwendungsgebiet sehr unterschiedlich definiert sein (zum Beispiel Zahlzeichen oder ritualisierte Handlungen). Symbole bildähnlichen Charakters werden auch Sinnbild genannt.

## Wortherkunft
Das Lehnwort Symbol geht über das lateinische symbolum zurück auf das griechische Wort σύμβολον sýmbolon mit der Bedeutung ‚Erkennungszeichen, Kennzeichen oder Merkmal‘ (zu συμβάλλειν symbállein ‚zusammenbringen, vergleichen‘). Das sýmbolon war ein Erkennungsmerkmal, mit dem zwei Parteien (Gastfreunde, Vertragspartner) sicherstellen wollten, dass sie einander oder jeweils Vertreter der anderen Partei wiedererkennen. Dazu wurde ein Knochen oder ein Tongegenstand in zwei Teile gebrochen, und jeder der beiden Partner erhielt ein Bruchstück. Bei einem erneuten Zusammentreffen konnte die Legitimität der Beteiligten überprüft werden, indem die Teile passend zusammengebracht wurden. Daraus entwickelten sich die Bedeutungen „Kennzeichen“, „Beweis“, „Vertrag“, „Ausweis“, „Passwort“, „Code“.
Für die Wortgeschichte besonders bedeutsam war der Beginn des aristotelischen Traktats De interpretatione, wo die Schrift als „sýmbolon“ der gesprochenen Sprache sowie „das zur Sprache Gekommene“ als „sýmbolon“ der „Vorgänge in der Seele“ bestimmt wird.
Über das lateinische symbolum, das „(Kenn-)Zeichen“, „Emblem“, „Sinnbild“, „Bild“ bedeutete, gelangte das Wort in die deutsche Sprache.
Lateinisch symbolum ist auch eine Bezeichnung für das christliche Glaubensbekenntnis.

## Symbolbegriff
Der Ausdruck Symbol wird mehrdeutig und uneinheitlich verwendet. Die Symbolbegriffe verschiedener Autoren, wie Ernst Cassirer, Jean Piaget oder Charles S. Peirce und verschiedener Wissenschaften bzw. Wissenschaftsrichtungen unterscheiden sich stark voneinander. Die Begriffsverwendung  ist mitunter gegensätzlich: Bei Peirce etwa steht der Begriff „Symbol“ synonym für ein konventionelles Zeichen, das mit dem Symbolisierten keinen Ähnlichkeitsbezug teilt. Bei Ferdinand de Saussure dagegen ist genau diese Ähnlichkeitsrelation entscheidend für den Begriff des Symbols.
Während zum Beispiel in der Kunstdidaktik der Symbolbegriff eher von Symbolverständnis abgeleitet wird, hat sich in der Ausbildung der Kommunikations-Designer (Kommunikationsdesign, das der Semiotik näher steht) der Peirce’sche Symbolbegriff etabliert.

### Bestimmungen in Lexika
In allgemeinen Lexika wird Symbol definiert als
- „einen tieferen Sinn andeutendes Zeichen, Sinnbild; bildhaftes, anschauliches, wirkungsvolles Zeichen für einen Begriff oder Vorgang, oft ohne erkennbaren Zusammenhang mit diesem“; Beispiel: Blaue Blume (Wahrig)[3]
- „Sinnbild“; Beispiele: christliche Symbole; weiße Taube als Symbol des Friedens (Duden)[4]
- „Sinnbild, das in seiner Ausdruckskraft den Inhalt eines vorgestellten Gegenstandes zum Ausdruck bringt“; im engeren Sinn religiöse oder kultische Symbole (dtv-Lexikon)[5]
- allgemein „ein wahrnehmbares Zeichen bzw. Sinnbild (Gegenstand, Handlung, Vorgang), das stellvertretend für etwas nicht Wahrnehmbares (auch Gedachtes bzw. Geglaubtes) steht“; in einem engeren Sinn „jedes Schriftzeichen oder Bildzeichen mit verabredeter oder unmittelbar einsichtiger Bedeutung, das zur verkürzten oder bildhaften Kennzeichnung und Darstellung zum Beispiel eines Begriffs, Objekts, Verfahrens, Sachverhalts verwendet wird“ (Schülerduden Philosophie)[6]

### Der Symbolbegriff bei Goethe
Für den romantischen Symbolbegriff (und den daraus resultierenden „Symbolstreit“) war Goethes Theorie des Symbols maßgeblich. Goethe fasste das Symbol auf als „aufschließende Kraft“, „die im Besonderen das Allgemeine (und im Allgemeinen das Besondere) darzustellen vermag“ (Beispiel: Licht für Geist, Erkenntnis, das Göttliche), und grenzte es als in seiner unendlichen Bedeutungsfülle irreduzibles Zeichen von der rational aufschlüsselbaren Allegorie ab:

„Die Symbolik verwandelt die Erscheinung in Idee, die Idee in ein Bild, und so, dass die Idee im Bild immer unendlich wirksam und unerreichbar bleibt und, selbst in allen Sprachen ausgesprochen, doch unaussprechlich bliebe. / Die Allegorie verwandelt die Erscheinung in einen Begriff, den Begriff in ein Bild, doch so, dass der Begriff im Bilde immer noch begrenzt und vollständig zu halten und zu haben und an demselben auszusprechen sei. / […] Es ist ein großer Unterschied, ob der Dichter zum Allgemeinen das Besondere sucht oder im Besonderen das Allgemeine schaut. Aus jener Art entsteht Allegorie, wo das Besondere nur als Beispiel, als Exempel des Allgemeinen gilt; die letztere aber ist eigentlich die Natur der Poesie, sie spricht ein Besonderes aus, ohne ans Allgemeine zu denken oder darauf hinzuweisen. Wer nun das Besondere lebendig fasst, erhält zugleich das Allgemeine mit, ohne es gewahr zu werden, oder erst spät.“

### Symbol als nicht rein konventionelles Zeichen (de Saussure)
In der Terminologie der Linguistik von Ferdinand de Saussure ist das Symbol ein „Typ von Bedeutungsträger“, bei dem zwischen der Form des Zeichens und dem, was es ausdrückt, noch ein gewisser Ähnlichkeitsbezug, ein „Rest einer natürlichen Verbindung“ besteht. Unter Betonung der Arbitrarität des sprachlichen Zeichens setzt er das Symbol vom rein konventionellen Zeichen im engeren Sinn ab.

### Symbol als rein konventionelles Zeichen (Peirce)
Nach der Terminologie des US-amerikanischen Semiotikers und Philosophen Charles Sanders Peirce ist ein Zeichen entweder ein Index, ein Ikon oder ein Symbol. Im Gegensatz zur kontinentaleuropäischen terminologischen Tradition wird der Ausdruck Symbol als rein konventionelles Zeichen definiert.
Damit bedeutet bei Peirce der Ausdruck Symbol etwa anderes als bei Saussure, der das Symbol vom rein konventionellen Zeichen abgrenzte. Saussures Symbol entspricht in etwa Peirce’ Ikon.
Die Terminologie von Peirce beeinflusste stark die US-amerikanische Linguistik und diese wiederum die europäische.

### Symbol als formales Zeichen mit exakter Bedeutung
In Fachgebieten wie Mathematik, Logik, Chemie und Physik ist ein Symbol ein abkürzendes, konventionelles Zeichen mit eindeutiger, präziser Bedeutung.
In formalen Beschreibungssprachen oder Kalkülen ist ein Symbol ein definiertes Formalzeichen, das keine inhaltliche Bedeutung hat oder von dessen Bedeutung abgesehen wird oder werden kann.

### Der Symbolbegriff bei Cassirer
In der Philosophie von Ernst Cassirer hat der Symbolbegriff eine besondere Bedeutung. Der Mensch ist für Cassirer ein „animal symbolicum“, d. h. ein symbolbildendes und -verwendendes Wesen. Der Mensch habe nur über Symbole einen Wirklichkeitsbezug.

„Bei Ernst Cassirer bezeichnet das Symbol […] die Vereinigung des Sensorischen (Repräsentant, Zeichen) mit dem Psychischen (repräsentiertes Element) und umfasst alle Fakten der Repräsentation; man unterscheidet hier drei Ebenen, je nachdem, ob sich die Repräsentation dank einer natürlichen oder einer künstlichen Verbindung, oder, auf einer mittleren Ebene, dank einer Kombination der Bindeglieder beider Ordnungen, der künstlichen und der natürlichen, vollzieht.“

### Bedeutungen in der Psychoanalyse
Das Symbol ist ein Schlüsselbegriff in der Psychoanalyse. Symbole, wie sie in Religion, Mythos oder Kunst vorkommen, lassen sich in ihrer Bedeutung oft nicht rein rational übersetzen oder interpretieren. Sie enthalten einen Bedeutungsüberschuss: Während die Bedeutung beispielsweise eines Verkehrszeichens genau definiert ist, übersteigt die Bedeutung eines religiösen, geträumten oder mythologischen Symbols die rationale Ebene und hat über den kulturellen Kontext hinaus eine für den Verwender oft intime psychische Bedeutung, die ohne fundierte Methode kaum eindeutig erkennbar ist. Deutungsversuche mit Hilfe beispielsweise der Traumdeutung ermöglichen es, diese Symbole besser zu verstehen.
Sigmund Freud begründete die Auffassung der Psychoanalyse, dass sich Symbole hauptsächlich im Unbewussten strukturieren und unter anderem in Träumen auftauchen. In der Traumdeutung, nach Freud der „Königsweg in das Unbewusste“, können sie entschlüsselt werden. Freud deutete die Traumsymbolik im Zusammenhang mit seinem Strukturmodell der Psyche und seiner Triebtheorie.
In der Terminologie von Jacques Lacan wird das Psychische durch drei Register organisiert: „das Symbolische“, „das Imaginäre“ und „das Reale“. Diese drei Register seien wie drei borromäische Ringe miteinander verbunden. Im Zentrum der drei Ringe sah Lacan eine Instanz, die er „Sinthom“ nannte. Lacan hat auch eine Reihe weiterer Theoreme im Zusammenhang mit der Organisation von Zeichen, Symbol und Diskurs entwickelt, die neben der Psychoanalyse vor allem für die Kulturwissenschaft relevant sind.

## Symbole in verschiedenen Gebieten

### Philosophie
In der Philosophie beziehungsweise der Ästhetik ein Erkennungszeichen, einfach in der Form, reich und tief im Sinn. Auf Denk- und Grabmälern nicht unüblich. Beispiel: Der „Lindenbaum“ im Lied Am Brunnen vor dem Tore von Franz Schubert/Wilhelm Müller. Nach Dietrich Ritschl sind Symbole „Produkte bewusster, reifer Erkenntnisleistung durch Repräsentanzen in Form von Worten, Handlungen oder Gesten. Symbole vermitteln, was anders nicht artikuliert werden kann.“
Ernst Cassirer legte als sein Hauptwerk eine Philosophie der symbolischen Formen vor.
Walter Benjamin bestimmt das Symbol als die „Identität von Besonderem und Allgemeinem“ und setzt es im Gegensatz zur Allegorie: die Allegorie markiere hingegen die Differenz zwischen Besonderem und Allgemeinem.

### Religion
Alle Religionen drücken Kerngedanken in Symbolen aus. Beispiele sind das Rad als Symbol der ewigen Wiederkehr oder der Weg als Symbol der Lebensgeschichte oder der Lebensführung. Religiöse Symbole sind konstitutive Elemente religiöser Identifikation, Sprache und Handlungen. Paul Tillich hat darauf hingewiesen, dass jede „religiöse Sprache“ im Wesentlichen symbolisch sei, weil die Religion sich meist auf etwas bezieht, was alles Vordergründige übersteigt (Transzendenz).

#### Christliche Symbole

Symbole in neun Religionen.
Erste Reihe: christliches Kreuz, Davidstern, hinduistisches Om.
Zweite Reihe: Halbmond mit Stern (Islam), Rad des Dharma (Buddhismus), Torii (Shintō).
Dritte Reihe: Khanda (Sikhismus), Bahai-Stern, Ahimsa-Symbol (Jainismus).

Zu den bekannten christlichen Symbolen zählen das Kreuz, das Christusmonogramm, das Lamm Gottes (Agnus Dei), der Fisch und das Buchstabenpaar Alpha und Omega. Darüber hinaus gibt es eine biblische bzw. christliche Zahlensymbolik. Eine besondere Bedeutung haben unter anderem die Drei als Zahl der Dreieinigkeit, die Vier (z. B. vier Paradiesflüsse, vier große Propheten, vier Evangelisten) und die Zwölf (zwölf Stämme Israels, zwölf Jünger Jesu). Siehe dazu Zahlensymbolik in der Bibel.
Für einige Christen sind Taufe und Abendmahl symbolische Handlungen, die auf das Tun Gottes hinweisen. Nach traditioneller theologischer Auffassung sind sie aber Momente des „wirklichen“ Handelns Gottes: Auf geheimnisvolle Weise  wird in den Sakramenten das Heilshandeln Gottes vergegenwärtigt (siehe Geheimnis des Glaubens).

#### Symbole in anderen Religionen
Beispiele:
- Bahaitum: der neunzackige Stern
- Buddhismus: das achtspeichige Rad der Lehre, Internationale Buddhistische Flagge, die Swastika als Symbol des Glücks
- Hinduismus: Om, Swastika
- Islam: Hilal (Mondsichel), der sogenannte Halbmond
- Judentum: Davidstern, Menora (siebenarmiger Leuchter)

### Mythologie
In der Mythologie werden, wie in der Religion, Symbole verwendet, die auf Transzendenz verweisen. Mit ihrer Erforschung befasst sich vor allem die Tiefenpsychologie in der Tradition von Carl Gustav Jung und die Vergleichende Mythologie. Auf der Arbeit Jungs beruhen zum Teil auch die Forschungen von Mythologen wie Joseph Campbell, der die Symbole in Religion und Mythos als innere und geistige Wahrheiten im Gegensatz zu historischen Fakten interpretiert und zu den wichtigsten Vertretern der Vergleichenden Mythologie (Comparative Mythology) zählt. Laut Campbell enthält die Bildsprache von Mythos und Religion selbst keine absolute Wahrheit, sondern verweist auf eine Wahrheit jenseits von Bildern, Bedeutungen, Ideologien, Theologien und Konzepten. Insofern ist das mythische Symbol ein Hilfsmittel, um das Bewusstsein zu transformieren und zu erweitern im Hinblick auf Transzendenz. Es steht damit im Gegensatz zur ideologischen oder manipulativen Verwendung von Symbolen, wie sie zum Teil in Politik oder Religion zu beobachten ist.

### Kulturanthropologie
Der Kulturanthropologe Leslie White sah im Symbol die grundlegende Einheit (basic unit) allen menschlichen Verhaltens und der Zivilisation (civilization).
Die Kulturanthropologie leistet im interdisziplinären Kontext von Kunstgeschichte, Religionsphilosophie und Psychoanalyse Beiträge zur Deutung von überindividuellen Symbolen.

### Psychologie
In der analytischen Psychologie wird zwischen Symbol und Zeichen unterschieden: Ein Symbol verweist auf Inhalte des persönlichen oder kollektiven Unbewussten, ein Zeichen ähnlich einem Synonym oder einer Metapher auf Inhalte des (kollektiven) Bewusstseins.
Zum Beispiel ist das Schriftzeichen Ω (Omega) in Computer-Textverarbeitungsprogrammen meist der Kurzverweis auf „Sonderzeichen“ in einem Zeichensatz, es hat dort also eine klar definierte semiotische Zeichenfunktion. Dasselbe Schriftzeichen hat aber in der bildlichen Darstellung Alpha und Omega eine symbolische Bedeutung, indem es auf einen Aspekt des christlichen Gottesbildes verweist, der nicht voll bewusst gemacht werden kann. Doch gerade aufs nicht ganz Erfassbare zu verweisen, ist hier die Funktion eines lebendigen Symbols (Jung): „Solange ein Symbol lebendig ist, ist es der Ausdruck einer sonstwie nicht besser zu kennzeichnenden Sache. Das Symbol ist nur lebendig, solange es bedeutungsschwanger ist.“ Wie Jolande Jacobi in ihrem Buch über die Psychologie von C.G. Jung ausführt, verweist ein Symbol (wenn es über rein persönliche Bedeutungen hinausgeht) auf einen Archetyp als unanschaulichen, aber in der Psyche energiegeladenen Bedeutungskern. Weil das (kollektive) Unbewusste seinem Wesen nach nie voll ins Bewusstsein eintreten, nicht ganz bewusst werden kann, lasse sich der Inhalt eines Symbols niemals ganz rational in Worten ausdrücken, führt Jacobi weiter aus.
C.G. Jung definierte lebendige Symbole als Schnittstellenphänomene zwischen Bewusstsein und Unbewusstem: „Insofern das Symbol ebensoviel dem Bewußtsein wie dem Unbewußten entstammt, vermag es beide zu einigen, und zwar vermöge seiner Form deren ideelle und vermöge seiner Numinosität deren emotionale Gegensätzlichkeit“. Dass ein solches Symbolverständnis nicht erst in der analytischen Psychologie erscheint, sondern auch z. B. für die spirituelle arabische Alchemie grundlegend war, erforschte Theodor Abt. Gemäß diesen Konzepten sind Symbole nicht bewusst ersonnen worden (keine reinen Bewusstseinsprodukte), sondern bei Traumsymbolen „ein Stück unwillkürlicher psychischer Tätigkeit“ und auch sonst unter Mitwirkung des Unbewussten entstanden.
Ein Symbol intuitiv in seiner Tiefe zu erfassen, ist nach C.G. Jung einem rein rational orientierten Bewusstsein nicht gegeben. Denn eine Verständnismöglichkeit als Symbol „hängt zunächst von der Einstellung des betrachtenden Bewußtseins ab, eines Verstandes zum Beispiel, der den gegebenen Tatbestand nicht bloß als solchen, sondern auch als Ausdruck von Unbekanntem ansieht“. Demnach kann es sein, dass ein Objekt für den einen Menschen ein Symbol, für den anderen nur ein Zeichen ist. Dabei können Symbole auch zu Zeichen degenerieren, nämlich dann, wenn es im Bewusstsein eines einzelnen Menschen oder Kollektivs auf eine rationale Deutung („nichts als das“) reduziert wird.
Friedrich W. Doucet bemerkt, dass eine Anzahl von Symbolen so alt sei wie die Sprachbildung. Fred Poepping spricht in diesem Zusammenhang von „Ursymbolen“. Zu den Ursymbolen der Menschheit gehören nach Poepping u. a. das Kreuz, die Schlange, das Dreieck, der Kreis. Poepping deutet diese Symbole in ihrer Vielschichtigkeit vor dem Hintergrund menschheitsgeschichtlicher Entwicklungen. (S. 50 f.) Er führt aus, dass Symbole auf geistigen Urbildern beruhen, die auf drei Stufen des Bewusstseins wahrgenommen werden können. Das alte, Mythen bildende Bewusstsein verband den Menschen auf der ersten Stufe noch mit der Welt. Dieses Bewusstsein ist bei der Mehrzahl der heutigen Menschheit erloschen. An seine Stelle ist das intellektuelle Bewusstsein des begrifflichen Denkens getreten, das den Menschen vom Weltenhintergrund emanzipiert. Auf dieser Stufe steht die Mehrzahl der heutigen Menschheit. Die dritte Stufe soll zukünftig das erloschene Bilder-Erleben des mythischen Bewusstseins auf höherer Bewusstseinsstufe im Geist des Menschen wieder erstehen lassen.
Allen genannten Autoren gemeinsam ist sinngemäß die Auffassung, dass Ursymbole eine Deutungstiefe besitzen, die bildlich gesprochen von „ganz unten“ bis „ganz oben“ reicht. Welche dieser Ebenen der Betrachter für sich als aktuell ansieht, ist abhängig von seinem Bewusstsein.

### Kunst

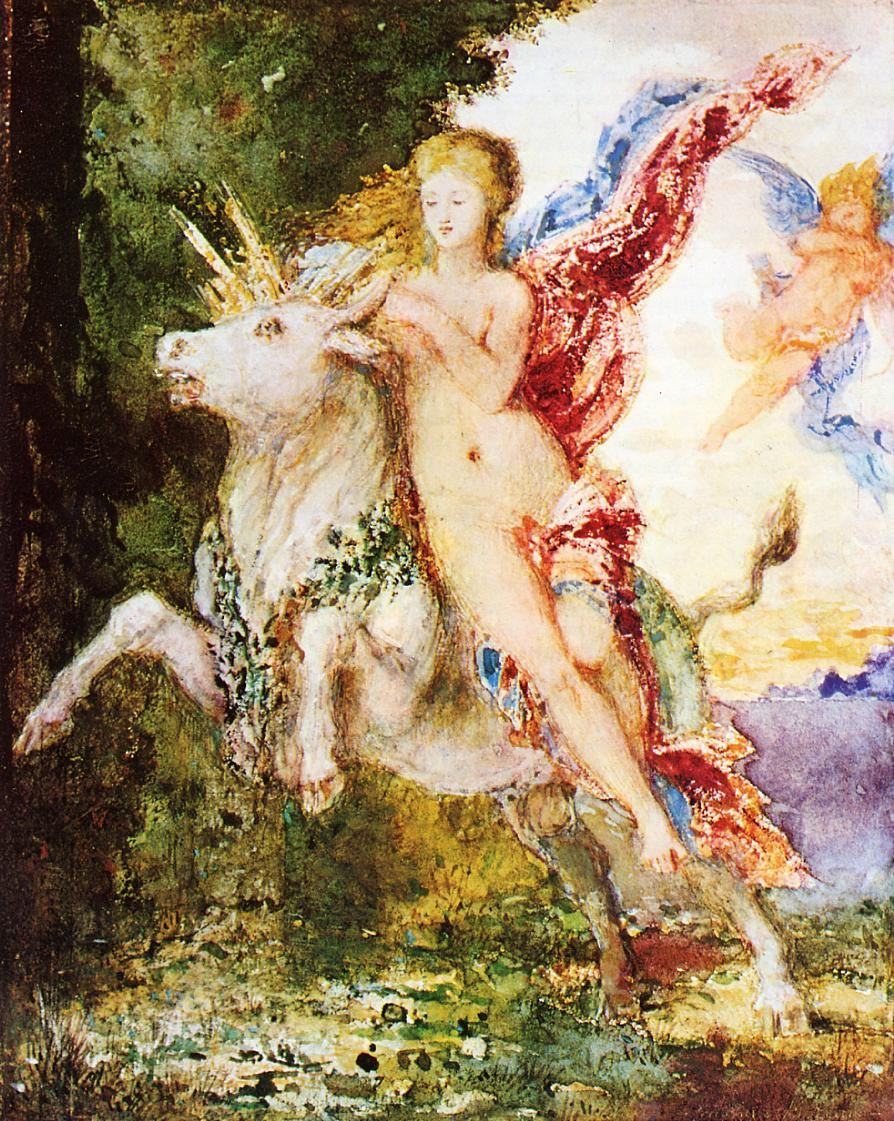
Gustave Moreau: Europa und der Stier, 1869

Die bildende Kunst verwendet seit den frühesten Beispielen von Höhlenmalerei bis in die Gegenwart hinein Symbole. In sakraler Kunst folgt die Symbolik dabei den Vorgaben von Religion und Theologie. Es gibt häufig eine verbindliche Ikonographie, dargestellt in Haltung, Farbgebung, oder Attributen. In der christlichen Kunst etwa gibt es einen verbindlichen Kanon der Heiligenattribute, in der buddhistischen Kunst der Farben und Formen der Einheiten des Weltbilds (etwa im Mandala). Auch Pflanzen und Tiere finden als Symbole Verwendung.
Mit dem Klassizismus weckten ab dem späten 18. Jahrhundert vorwiegend Allegorien und Mythen der Antike erneut das Interesse der Künstler. Symbolhafte Verschlüsselungen in Anlehnung an diese Traditionen gaben in der zweiten Hälfte des 19. Jahrhunderts dem Symbolismus seinen Namen. In der Moderne und dem Surrealismus tritt dagegen der individuelle und freie Umgang mit Symbolen an die Stelle traditioneller Bildprogramme in den Vordergrund.

### Sozialwissenschaft
Nach der von Jürgen Link im Anschluss an Émile Durkheim entwickelten Kollektivsymbolik besitzen alle Mitglieder einer Gesellschaft einen Vorrat an Kollektivsymbolen. Damit steht ihnen ein Archiv von Bildern zur Verfügung, mit der sich jeder ein Gesamtbild von der gesellschaftlichen Wirklichkeit oder von der politischen Landschaft machen kann. In der kritischen Diskurstheorie spielt die Analyse der Kollektivsymboliken eine wesentliche Rolle.
Eine wichtige Rolle spielen Symbole unter anderem im Symbolischen Interaktionismus innerhalb der Soziologie.

### Mathematik, Naturwissenschaften, Technik
In der Mathematik werden mathematische Symbole verwendet. Beispiele aus den Naturwissenschaften sind die Elementsymbole in der (Alchemie und) Chemie (siehe auch Symbolschreibweise). Formelzeichen werden in der Physik und in der Technik zur Bezeichnung physikalischer Größen verwendet.
Weitere Beispiele aus der Technik:
- Symbol (Informatik)
- Symbol (Nachrichtentechnik)
- Schaltzeichen (in elektrotechnischen Zeichnungen)
- Schaltzeichen in der Fluidtechnik
- Symbole für Form- und Lagetoleranzen

### Politik

Flagge der Kommunistischen Partei Chinas

In der Politik finden Symbole häufige Verwendung. In manchen Staaten (zum Beispiel in Frankreich), ist das Tragen von politischen oder religiösen Symbolen in öffentlichen Gebäuden verboten.
Beispiele für politische Symbole:
- Nationalflaggen
- das Hakenkreuz als Symbol für den Nationalsozialismus
- Hammer und Sichel als Symbol des Kommunismus
- der Turban und das Schwert des Sikh als öffentliches symbolisches Bekenntnis
- der Fez als Kennzeichen islamischer Männer (vgl. das laizistische Fezverbot in der modernen Türkei im Kampf gegen das Kalifat)
- das Kopftuch oder auch der Schleier als Zeichen islamischer Frauen, politisch mancherorts vom Islamismus zum Zeichen der öffentlichen Bekenntnisses zur Recht- und Strenggläubigkeit umgewertet
- die Farbe Grün, Mohammeds Lieblingsfarbe, steht für den Islam und islamische Einrichtungen, die Farbe wird aber auch politisch vielfach verwandt (vgl. die Fahne des revolutionären Libyen)
- die Farbe Violett steht für die Frauenbewegung bzw. für die evangelische Kirche
- die Stella d’Italia als Symbol Italiens
- Vielfach werden auch religiöse Symbole politisch: So ist das Kreuz zwar das zentrale religiöse Symbol des Christentums, wurde aber vielfach politisch gezeigt (von den Kreuzzügen bis zu politischen Freiheitsdemonstrationen 2004 in der Ukraine).
- Eine besondere Form ist das rote Kreuz auf weißem Grund (die farbliche Umkehrung des Schweizer Wappens) als Abzeichen des Roten Kreuzes, einer nichtstaatlichen Organisation, in politischer Absetzung zu Nationalfahnen, besonders im Krieg als Zeichen politischer Neutralität.[34][35]

### Wirtschaft
In der Wirtschaft sind Symbole zumal am Erfolg von Marken beteiligt. Beispiele sind das McDonald’s „M“, der Erdal-Frosch und der Mercedes-Stern. Logografien sind wichtige Symbole der Corporate Identity, dem Erscheinungsbild eines Unternehmens. Doch auch allgemeine Symbole existieren, wie das Standbild zum Zeichen des Marktfriedens – der „Roland“ – in deutschen Städten (heute noch unter anderem in Bremen und Wedel, einige im Ausland).

### Berufssymbolik

Schlägel und Eisen

Viele Berufsgruppen benutzen Symbole aus Tradition oder um einen Wiedererkennungseffekt zu erzeugen. Der Äskulapstab etwa aus dem dritten Jahrhundert vor Christus weist auf ärztliche und pharmazeutische Berufe hin. Die Waage der Justitia steht für die Rechtswissenschaft. Schlägel und Eisen symbolisieren den Bergbau. Das Flügelrad wird mit langer Tradition als Zeichen der Eisenbahn genutzt. In einigen Ländern ist der Polizeistern bekannt.

### Sport
Im Wettkampf haben sich etliche Symbole durchgesetzt, zum Beispiel die Goldmedaille bei Sieg, Silber für den zweiten, Bronze für den dritten, dem vierten bleibt nur die „blecherne“ Medaille.

### Symbole als Orientierungshilfen
Auf allen Verkehrswegen und in öffentlichen Gebäuden findet man Symbole als sprachunabhängige Piktogramme zur Orientierung, so zum Beispiel einen durchstrichenen Anker im Hafengelände, der das Anlegen von Schiffen verbietet, oder einen symbolischen Lattenzaun, der auf einen beschrankten Bahnübergang hinweist. In fast allen öffentlichen Gebäuden, Kaufhäusern, Flughäfen, Bahnhöfen usw. findet auch der sprachunkundige Besucher durch weibliche oder männliche Symbolfiguren den richtigen Toilettenraum. Für Analphabeten bieten solche Symbole oft die einzige Orientierung.
Auch die Ergebnisse einer Bewertung können zum Zwecke der Orientierung beim Einkauf von Produkten mit Symbolen gekennzeichnet werden. Beispiele sind Urteile beim vergleichenden Warentest oder die Lebensmittelampel.

## Symbolforschung
Die empirische Symbolforschung hat sich – nach umstrittenen Ansätzen im Dritten Reich – nicht universitär etabliert. Symbolforschung wird vor allem interdisziplinär betrieben. Mit der Erforschung von Symbolen befassen sich unter anderem die Semiotik (Zeichenlehre), die Ikonographie oder auch die Epigraphik (alte Inschriften enthalten oft Symbole). Wichtige Forschungsverbände sind Symbolon – Gesellschaft für wissenschaftliche Symbolforschung (Gründung 1955) und die Schweizerische Gesellschaft für Symbolforschung (Gründung 1983).